# Ronald Wayne
Ronald Wayne (Cleveland, 1934. május 17. –) nyugdíjas amerikai üzletember. Steve Wozniakkal és Steve Jobsszal közösen alapította az Apple Computer Company-t (ma Apple Inc.), adminisztratív felügyeletet és dokumentációt biztosítva az új vállalkozás számára. Tizenkét nappal később az új vállalat 10% -os részesedését 800 dollárért visszaadta Jobsnak és Wozniaknak, majd egy évvel később elfogadta a végső 1500 dollárt, hogy lemondjon az újonnan bejegyzett Apple-lel szembeni esetleges jövőbeli követelésekről.